# Joachim Lelewel
Joachim Lelewel, né le 22 mars 1786 à Varsovie et mort le 29 mai 1861 à Paris, est un historien, homme politique et patriote polonais, ministre de l'Instruction publique durant l'insurrection polonaise de 1830-1831, grande figure du courant républicain en Pologne, puis en exil au sein de la Grande Émigration.

## Biographie

### Origines familiales
Joachim Lelewel est issu d'une famille noble d’origine allemande, installée en province de Prusse-Orientale au XVIIe siècle après être partie d'Autriche.
Le grand-père paternel de Joachim, Heinrich Lölhöffel von Löwensprung (1705-1763), était médecin à la cour du roi de Pologne et électeur de Saxe Auguste III.
Son père, Maurice Lölhöffel von Lowensprung (1748-1830), avocat de formation, a été naturalisé polonais en 1768 sous le règne de Stanislas Auguste Poniatowski, adoptant le nom de Lelewel, et a été député à la Diète polonaise[réf. nécessaire], échanson de Lituanie et trésorier de la Commission de l'éducation nationale de 1778 à 1792.
Il a deux frères : Jean Paul (1796-1847), ingénieur, et Prot Adam, officier dans la Grande Armée, ainsi que plusieurs sœurs.
Il est encore enfant lorsque la république des Deux Nations disparaît après le troisième partage de la Pologne en 1795 et il atteint l'âge adulte quand Napoléon rétablit un État polonais en 1807, le duché de Varsovie.

### Formation: l'université de Wilno
Joachim Lelewel fait des études supérieures d'histoire à l’université de Wilno (aujourd'hui Vilnius), la plus grande université dans l'Empire russe, créée en 1803, dont le curateur est cependant le prince polonais Adam Czartoryski, ami du tsar Alexandre ler et son ministre des Affaires étrangères de 1804 à 1806.
Malgré l'annexion de l'ancien grand-duché de Lituanie par la Russie, l'université de Wilno reste une université principalement polonaise, de langue et d'esprit. Le rétablissement de l'indépendance de la Pologne est une idée forte présente chez nombre de patriotes polonais, dont Joachim Lelewel fait partie. Pour le prince Czartoryski, en revanche, l'avenir de la Pologne est lié à celui de la Russie, dont il espère une évolution vers le libéralisme.

### Carrière universitaire (1809-1824)
Il se consacre à l'enseignement de l'histoire. De 1809 à 1811, Lelewel donne des cours au Lycée de Krzemieniec en Volhynie, un établissement important et renommé.
Nommé professeur suppléant d’histoire, il revient à l'université de Wilno en 1815. Il crée la même année une revue littéraire, Tygodnik Wileński (« L’hebdomadaire de Wilno »), dans laquelle Adam Mickiewicz va faire ses débuts. Ce dernier est un disciple enthousiaste de Lelewel, au point qu'il croit d'abord avoir une vocation d'historien.
En 1819, Lelewel devient professeur suppléant et bibliothécaire à l'université de Varsovie, créée en 1816 dans le cadre du nouveau royaume de Pologne. En 1820, il reçoit le titre de docteur honoris causa de l'université de Cracovie, où il est nommé professeur d’histoire européenne en 1821.
Il est chassé de son poste à la suite de l'affaire de la société patriotique des Philomathes, qui donne lieu à un très grand procès politique en juin 1824 (120 accusés, dont 20 seront condamnés).

### Militant politique dans le royaume de Pologne (1824-1830)

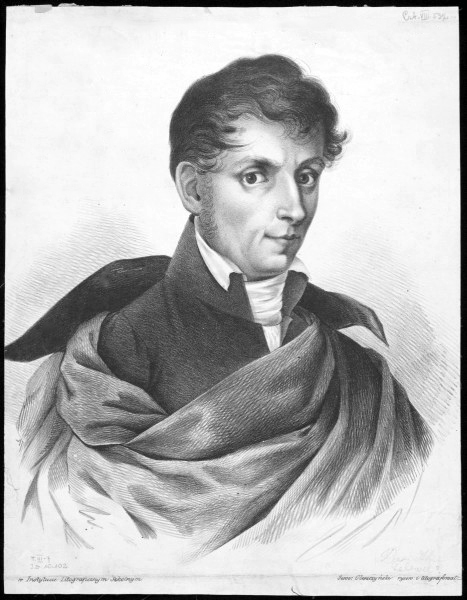
Joachim Lelewel en 1825 (gravure de Seweryn Oleszczyński).

Lelewel revient donc à Varsovie, qui est alors la capitale du royaume de Pologne, créé par le congrès de Vienne en 1815 à partir du duché de Varsovie (1807-1815) et attribué au tsar Alexandre et à ses successeurs.
Lelewel s'engage dans la vie politique assez tendue du royaume, en particulier sous le tsar Nicolas à partir de la fin de 1824 : en 1825, il rejoint la Société Patriotique.
Il est élu député à la diète en 1829.
Lelewel est partisan d'une Pologne indépendante, qui, selon lui, ne peut être que républicaine et démocratique, ce qui exige une grande réforme agraire et l'abolition des formes de servage qui existent encore. Son programme national est de revenir aux frontières d'avant les partages.

### L'insurrection de 1830-1831
Cette insurrection, qui va durer du 29 novembre 1830 au mois de septembre 1831, est une conséquence des révolutions de 1830 en France et en Belgique. Les officiers de l'armée du royaume redoutent que le tsar envoie ses troupes (russes et polonaises) contre la Belgique, voire la France. Le 29 novembre 1830, un groupe de conspirateurs, essentiellement des élèves-officiers de l'école d'artillerie de Varsovie, déclenche une insurrection et réussit à prendre le contrôle de Varsovie.

#### Le Club patriotique (1erdécembre)
Le 1er décembre 1830, Lelewel et son ami Maurice Mochnacki créent le Club patriotique qui regroupe les patriotes radicaux et s'emploie à généraliser l'insurrection. Lelewel, à la tête du Club, invente un des slogans de l'insurrection : « Pour notre liberté et pour la vôtre ! » (c'est-à-dire que les Polonais combattent le tsar non seulement pour eux-mêmes, mais aussi pour les autres peuples d'Europe).

#### Entrée dans les gouvernements insurrectionnels (3 décembre-30 janvier)
Pour canaliser l'insurrection, certains conservateurs investis de responsabilités dans le royaume établissent des liens avec les radicaux. La composition du conseil de gouvernement (le « Conseil d'administration ») est modifiée dans un sens plus patriotique, notamment par l'entrée du prince Adam Czartoryski (29 novembre), puis de Niemcewicz et du général Chlopicki (1er décembre), à la demande du ministre des Finances Drucki-Lubecki ; le Comité exécutif du Conseil intègre aussi des parlementaires, notamment Joachim Lelewel et Gustave Malachowski.
Le 3 décembre, le Conseil d'administration est dissous et remplacé par le Gouvernement provisoire du royaume de Pologne présidé par Adam Czartoryski, avec cinq autres personnes, dont Lelewel et Niemcewicz. Le général Chlopicki devient commandant en chef de l'armée à la place du grand-duc Constantin, frère du tsar, et la Diète est convoquée pour le 18 décembre.
Durant cette période des premiers jours de l'insurrection, Lelewel prend part aux négociations avec le grand-duc, qui est autorisé à quitter le royaume, ainsi que les unités russes présentes à Varsovie. Lelewel souligne que le soulèvement n'est pas dirigé contre le peuple russe, mais contre le despotisme tsariste.
Le 18 décembre, la Diète investit le général Chlopicki comme « dictateur », à la fois chef de l'armée et du gouvernement. Il est assisté par un conseil (le « Conseil national suprême »), dont Lelewel ne fait pas partie.
Les négociations avec Nicolas I menées par Drucki-Lubecki parti à Saint-Pétersbourg le 10 décembre n'aboutissent à rien : la seule option offerte par le tsar est la capitulation sans condition. Le 18 janvier 1831, Chlopicki démissionne.
Le 25 janvier, la Diète destitue Nicolas I du trône de Pologne et le 30, investit le Gouvernement national, présidé par Adam Czartoryski, dont Lelewel fait de nouveau partie en tant que « chef du département » des Wyznań Religijnych, Oświecenia i Sprawiedliwości (Affaires religieuses, Instruction, Justice). Il est donc le supérieur de deux ministres : celui de la Justice (Victor Rembielinski) et celui des Affaires religieuses et de l'Instruction (Alexandre Bninski).
Quelques jours après, l'armée russe rassemblée au cours du mois de janvier lance l'offensive contre le royaume insurgé.

#### La période du gouvernement national et de la guerre russo-polonaise
Le gouvernement national dirigé par Adam Czartoryski fonctionne jusqu'au 17 août 1831, date de sa démission à la suite des journées d'émeutes des 14 et 15 août à Varsovie. La présidence passe alors au général Krukowiecki, qui assume les fonctions de commandant en chef (reprenant le statut de « dictateur » de Chlopicki), avec Maciej Rybiński comme adjoint.
Le 7 septembre au soir, Rybinski, ainsi que nombre d'hommes politiques, quitte Varsovie sur le point de tomber aux mains des Russes avec ses troupes et s'établit à Plock. Le 8, Krukowiecki resté à Varsovie capitule. Il est remplacé à Plock par Bonawentura Niemojowski.
Le gouvernement national quitte le royaume le 26, constatant « l'impossibilité d'un fonctionnement normal » : Rybinski reste dès lors responsable civil et militaire dans le royaume.
Joachim Lelewel reste jusqu'au bout auprès de lui : il quitte le royaume en même temps que ses troupes, le 5 octobre 1831. Il franchit la frontière prussienne près du village de Jastrzębie et est interné dans le camp prussien de Brodnica (alors Strasburg an der Drewenz, en Prusse-Occidentale).

### L'exil

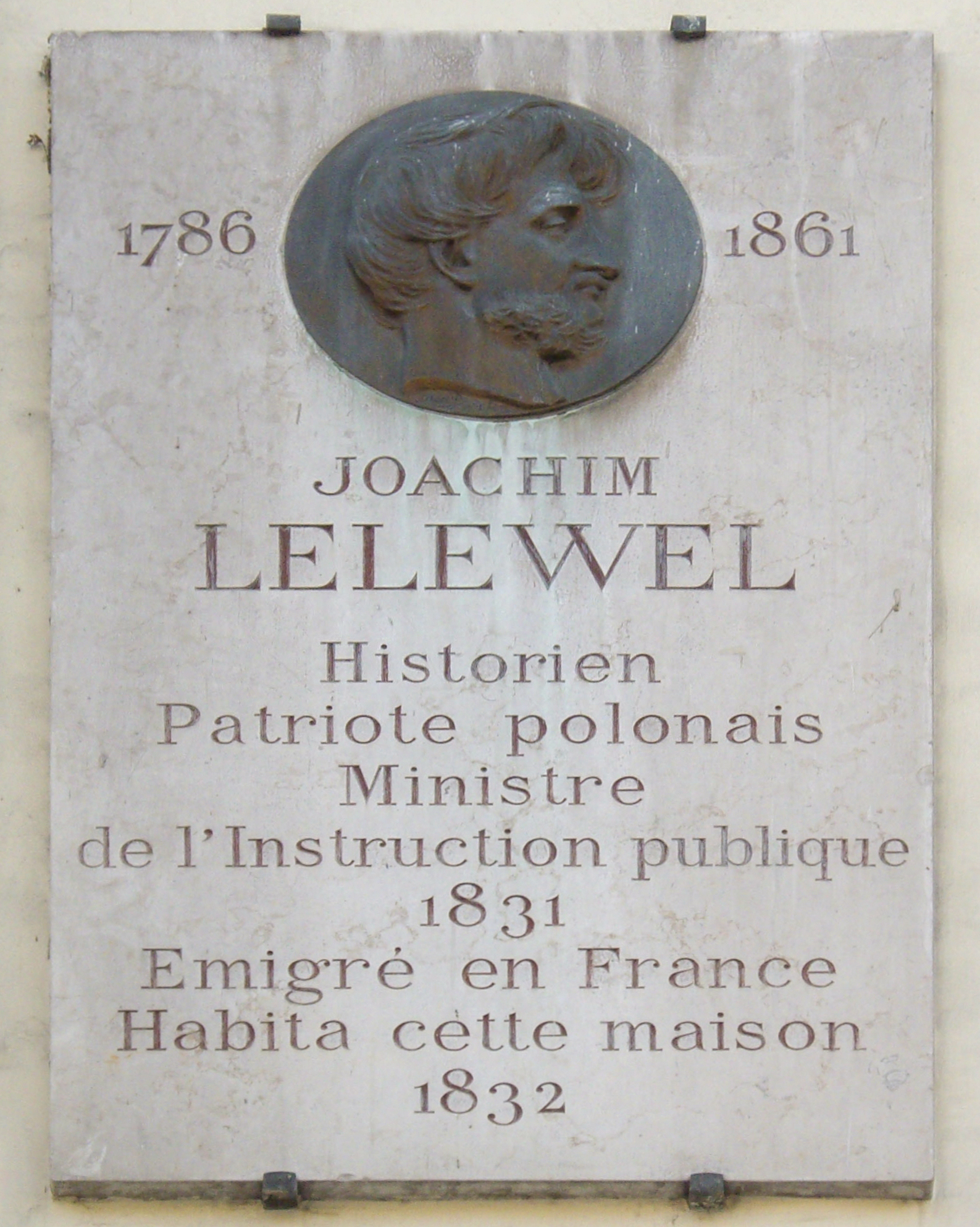
Plaque au no 153 boulevard Saint-Germain (6e arrondissement de Paris), où il vécut.

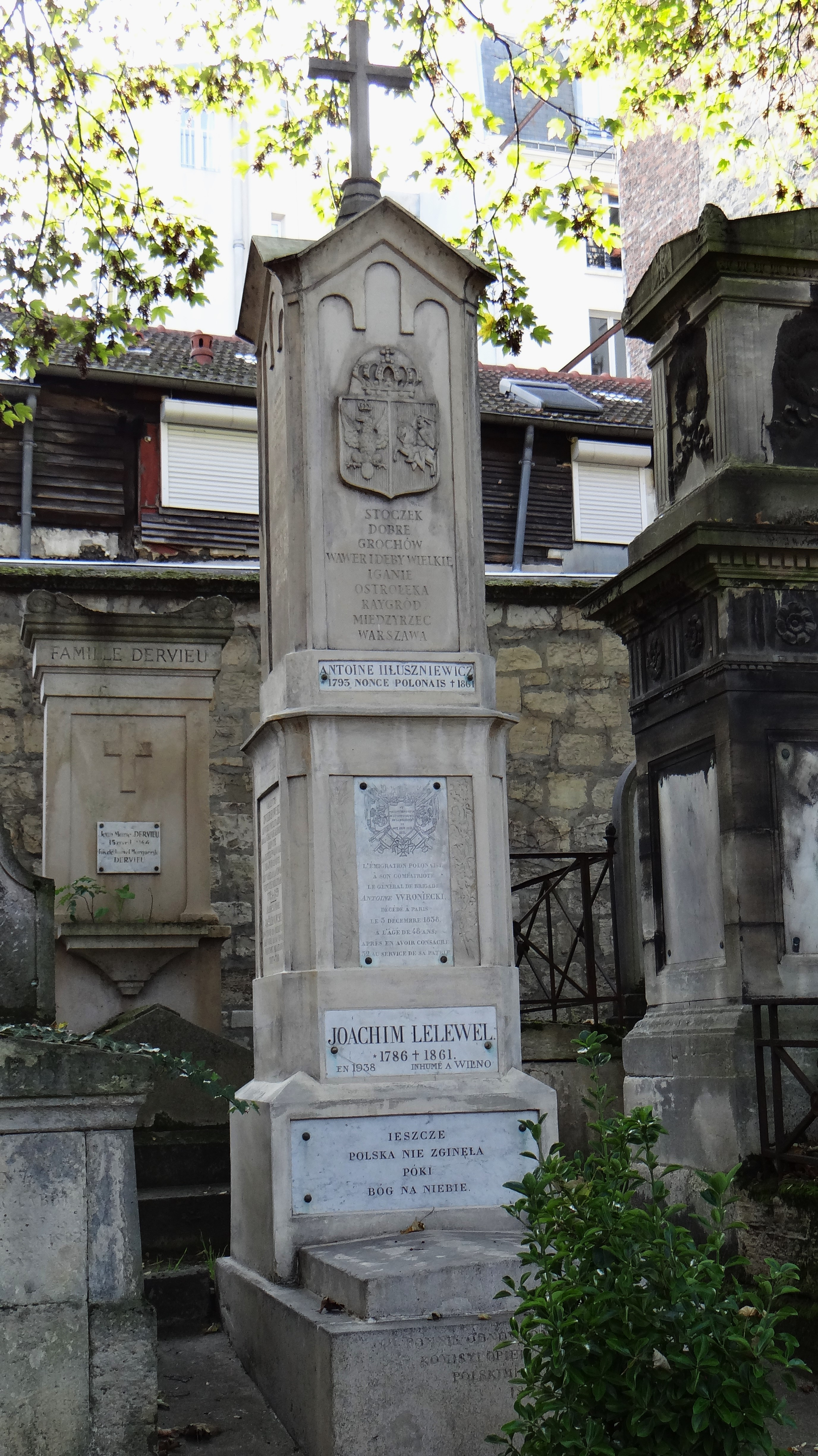
Sépulture commune d'émigrés polonais dans le cimetière de Montmartre (division 13)

Après l’échec de l’insurrection en septembre 1831, il est condamné par contumace à la pendaison et à la confiscation de ses biens. Comme des milliers de ses compatriotes, il est obligé de s'exiler. Il se rend en France où il fonde le Comité national polonais (Komitet Narodowy Polski) dont il assure la présidence. Il est également à la tête de l’organisation La Vengeance du peuple (Zemsta Ludu) qu'il crée avec le colonel Józef Zaliwski en décembre 1831. Son objectif principal est de reprendre la lutte armée dans le pays.
En 1833, à la suite de l'appel lancé par son Comité au peuple russe en décembre 1832 à l'occasion de l'anniversaire de l'insurrection décabriste de 1825, Lelewel est arrêté au domicile du général La Fayette et conduit à Tours où il est placé sur la surveillance. Cinq mois plus tard, à la demande de l'ambassadeur russe Charles André Pozzo di Borgo, Louis-Philippe le fait expulser de France. Lelewel se réfugie alors en Belgique où il vivra fort modestement de sa plume. Il s’installe alors à Bruxelles où il résidera pendant 28 ans.
Le 26 octobre 1834, il y est nommé professeur à l’Université libre de Bruxelles; il ne donnera jamais de cours, mais s’investira dans la vie culturelle de ce pays qui vient de naître. Il y écrit ses grands ouvrages historiques, géographiques et cartographiques.
Avec ses amis de la Société patriotique, Lelewel place ses espoirs dans le renversement prochain des autocraties par les carbonari. En 1834, il devient le président de la Jeune Pologne, une organisation démocratique et républicaine, liée à Jeune Europe de Giuseppe Mazzini.
La même année, il met sur pied avec Walenty Zwierkowski et Wincenty Tyszkiewicz l'Union des enfants du peuple polonais (Związek Dzieci Ludu Polskiego) dont l’objectif est d’organiser l’agitation révolutionnaire en Pologne.
En 1837, il crée et dirige l’Union de l’émigration polonaise (Zjednoczenie Emigracji Polskiej ou ZEP) qui se donne pour objectif de réunir politiquement tous les émigrés polonais (qu'il ne faut pas confondre avec l’Union de l’émigration polonaise, fondée plus tard à Paris en 1866).
En 1846, il rejoint la Société démocratique polonaise et devient l’année suivante le vice-président de la Société démocratique internationale des émigrés auquel appartient également Karl Marx.
Le slogan «pour notre liberté et la vôtre» apparait de nouveau dans les troupes polonaises en Hongrie lors du Printemps des Nations en 1848 et depuis il accompagne constamment les soldats polonais, contraints de se battre pour leur pays à l'étranger.
En 1849, après l’échec du Printemps des peuples, il se retire de la vie politique.
Il meurt en 1861 au cours d'un voyage à Paris. Il est inhumé au cimetière de Montmartre (division 13) avant qu'il soit placé à Vilnius en 1938.

## Son œuvre
Son œuvre historique est considérable. De nombreux ouvrages sont rédigés en français, ce qui leur donne une audience internationale.
La genèse de son œuvre est à la charnière de l'histoire traditionnelle, axée sur l'Antiquité, et de l'histoire romantique, nationale dans ses sujets et sa finalité. Ses premières recherches s'orientent vers la Grèce et Rome. Mais l'idée nationale prime déjà et perce à toute occasion. Pour Lelewel, en butte à la censure tsariste, l'Antiquité est surtout matière à édification patriotique. C'est contre Hegel et la thèse providentialiste que se précise sa conception de l'histoire, humaniste et volontariste, l'histoire saisie d'en-bas, comme manifestation de la liberté humaine et de la spontanéité d'action des masses. Si fervent qu'il soit d'affirmer le particularisme polonais, il récuse les formes de nationalisme clos et exclusif : le sien passe par le credo démocratique, et reste d'essence universaliste.
Dès 1815, dans L'Historique Lelewel fait une théorie de la complexité du fait historique, et balayait au loin la classique histoire politico-dynastique de son temps.
Sa monumentale Histoire slave contient une vingtaine de volumes pour la seule Pologne. Elle est publiée sous le titre Polska, dzieje i rzeczy jej (20 vol., 1853-1876).
Dans son Dzieje Polski potocznym sposobem opowiedziane (Le Passé de la Pologne conté familièrement) qui devient une bible politique pour les milliers d’insurgés et d’émigrés, il interprète l’histoire de la Pologne comme une lutte acharnée pour la liberté. Il invente sur le gouvernement slave primitif une théorie qui attribue aux Polonais une prédilection naturelle pour démocratie.
Cet ouvrage, largement retravaillé, sera publié en français sous le titre Histoire de Pologne (2 vol., 1844).
Une de ses publications les plus importantes est Géographie du Moyen Âge (5 vol., Bruxelles, 1852-1857), avec un atlas (1849) de 50 planches entièrement réalisées par lui. Il est également l'auteur de Géographie des Arabes (Paris, 1851).
Lelewel est également le premier numismate de son temps avec des ouvrages essentiels comme Numismatique du Moyen Âge, considérée sous le rapport du type (Paris, 1835) et Études numismatiques et archéologiques (Bruxelles, 1841). Il fonde le Cabinet de numismatique de la Bibliothèque royale et pose les fondations de la numismatique belge.
Les résultats de ses travaux sur la bibliographie se trouvent dans Bibliograficznych Ksiąg dwoje (Deux livres sur la bibliographie, 2 vol., Vilnius, 1823-1826).

## Citations célèbres
- « Pour notre liberté et la vôtre ! »
- « La Pologne, oui, mais quelle sorte de Pologne ? »

## Hommages
L’Université de Vilnius a hérité de sa collection de livres et d’atlas. Aujourd’hui, une salle porte son nom à la bibliothèque de l’Université de Vilnius.
L’école polonaise Joachim Lelewel est une école internationale située à Woluwe-Saint-Pierre. La méthode d’enseignement, le programme et les cours proposés par cette école privée de Bruxelles sont similaires à ceux que l’on retrouve en Pologne.

## Publications

### En polonais
- Bibliograficznych ksiąg dwoje: w których rozebrane i pomnożone zostały dwa dzieła Jerzego, 1823
- Dzieje Polski potocznym sposobem opowiedziane [Histoire de la Pologne contée familièrement], 1829
- Śpiewy historyczne Niemcewicza: z uwagami Lelewela, en collaboration avec Julien-Ursin Niemcewicz, 1835
- Polska wieków średnich: czyli Joachima Lelewela w dziejach narodowych polskich postrzezenia 1786-1861, 1856
- Trzy konstytucje polskie: 1791, 1807, 1815 [Trois constitutions polonaises 1791, 1807, 1815], 1861
- Dzieje Polski które stryj synowcom swoim opowiedział, 1863

### En français
- Essai historique sur la législation polonaise civile et criminelle, jusqu'au temps des Jagellons, depuis 730 jusqu'en 1403, traduction de S. Krasinski, Paris, A. André, 1830 [BnF : FRBNF30782987]
- Tableau de la Pologne ancienne et moderne: sous les rapports géographiques, statistiques..., en collaboration avec Conrad Malte-Brun, Léonard Chodźko et Michał Podczaszyński, Paris, A. André, 1830 [BnF : FRBNF30869136[22]]
- Numismatique du Moyen Âge considérée sous le rapport du type, accompagnée d'un atlas, en collaboration avec Joseph Straszewicz, Paris/Bruxelles[23], 1835 [BnF : FRBNF30783005]
- Pythéas de Marseille et la géographie de son temps, Paris, Joseph Straszéwicz[24] et Librairie polonaise, 1836 [BnF : FRBNF30783015][25]
- Type gaulois ou celtique: atlas, 1841
- Antiquités de Pologne, de Lithuanie et de Slavonie expliquée, 1842
- Histoire de la Pologne racontée par un oncle à ses neveux, Paris, Librairie polonaise, 1844
- Novosiltzow à Vilna, ou Guerre impériale avec les enfants et l’instruction. Episode historique de 1824, 1844
- Histoire de la Pologne, 1846-1868
- Géographie du Moyen Âge, 1852-1857
- Géographie des Arabes, 1851
- Histoire slave, 20 volumes, 1853-1876
- Épilogue de la géographie du Moyen Âge, 1857
- Notice historique sur Benjamin de Tudèle, en collaboration avec Eliakim Carmoly, 1858
- Histoire de la Lituanie et de la Ruthénie jusqu'à leur union définitive avec la Pologne conclue à Lublin en 1569..., 1861

### En allemand
- Ein historisch-kritischer Beytrag zur slavischen Literatur, en collaboration avec Józef Maksymilian Ossoliński et Samuel Linde[26], 1822
- Joachim Lelewels kleinere Schriften geographisch-historischen Inhalts, 1836